# Oekraïense Sitsj-schutters

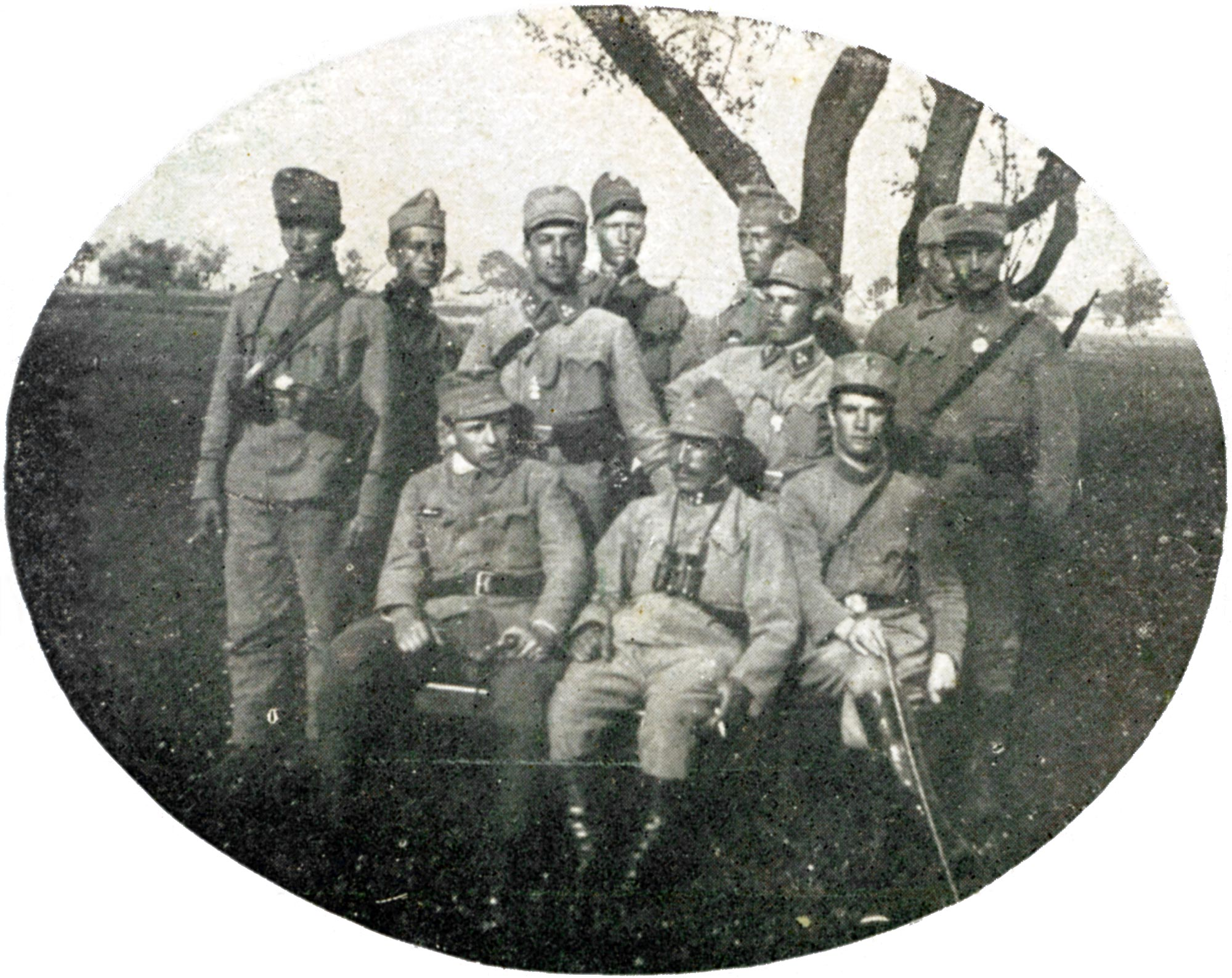
Sotnik Y. Boedzynovskyi met zijn sotnia-staf van de Oekraïense Sitsj Schutters

Het legioen van de Oekraïense Sitsj-schutters (Duits: Ukrainische Sitschower Schützen; Oekraïens: Українські cічові стрільці (УСС), geromaniseerd: Ukraïnski sichovi stril'tsi (USS)) was een Oekraïense eenheid binnen het Oostenrijks-Hongaars leger tijdens de Eerste Wereldoorlog.

## Militaire eenheid
De eenheid werd in augustus 1914 opgericht op initiatief van de Opperste Oekraïense Raad. Het was samengesteld uit leden van verschillende Oekraïense paramilitaire organisaties in Galicië, geleid door Frank Schott, en nam deel aan vijandelijkheden aan het Russische front. Na de Eerste Wereldoorlog, met het uiteenvallen van Oostenrijk, werd de eenheid de reguliere militaire eenheid van de West-Oekraïense Volksrepubliek. Tijdens de Duitse en Oostenrijkse bezetting van Oekraïne in 1918 was de eenheid gestationeerd in het zuiden van Oekraïne. Voormalige eenheidssoldaten namen deel aan de vorming van de Sitsj-schutters, een militaire eenheid van de Oekraïense Volksrepubliek. In 1919 breidde de Oekraïense Sitsj-schutters zich uit tot het Oekraïense Galicische leger (Oekraïens: Українська Галицька Армія). Ze namen deel aan de Pools-Oekraïense oorlog rond Lviv en leden zware verliezen. Op 2 mei 1920 werd de eenheid ontbonden.

## Geschiedenis
Al in 1894 werd in Galicië een aantal Oekraïense jongerenorganisaties opgericht, het resultaat van het groeiende nationale bewustzijn onder de Oekraïners in Galicië. In 1900 werd een sport-/brandbestrijdingsorganisatie Sitsj opgericht door de advocaat en sociaal activist Kyrylo Tryliovs'kyi in Sniatyn (de huidige oblast Ivano-Frankivsk), die de ideeën van de Kozakken van de Zaporozka Sitsj verjongde om het nationale patriottisme onder de jonge generatie te bevorderen. Naast deze organisaties, die zich in heel Galicië vormden, ontstonden ook parallelle sport-/brandbestrijdingsorganisaties (Sokil, Falcon). Tegen 1912 verschenen er veel kleinere Sitsj-bedrijven in tal van gemeenschappen. Samen met deze jongerenorganisaties werd een Vrouwenorganisatiecomité opgericht om verpleegkundigen op te leiden. De Oekraïense Sitsj-Unie coördineerde de activiteiten van alle lokale Sitsj-bedrijven en drukte haar eigen krant, "Het Sitsj Nieuws". Aan het begin van de Eerste Wereldoorlog waren er minstens 2000 van dergelijke organisaties in Galicië en Boekovina.
In 1911 organiseerde een student filosofie uit Lviv, Ivan Chmola, een geheime paramilitaire groep, bestaande uit jonge mannen en vrouwen van de universiteit van Lviv, het Academisch Gymnasium en andere lokale scholen. Deze enthousiastelingen leerden hoe ze vuurwapens moesten gebruiken, maakten militaire handleidingen, vertaalden militaire terminologie en lobbyden bij de Oostenrijkse autoriteiten om de Oekraïense paramilitaire organisaties te legaliseren. Ze werden sterk beïnvloed door soortgelijke Poolse paramilitaire organisaties, zoals Związek Strzelecki, die vrij talrijk waren, goed georganiseerd en - in tegenstelling tot de Oekraïense organisaties - legaal. Deze groep publiceerde later zijn eigen krant, "Vidhoek", en bleef de Oekraïense jeugd van Lviv organiseren. Verschillende pogingen om het te legaliseren werden echter tegengehouden door de lokale autoriteiten, die voornamelijk uit Polen bestonden.